# Hans Beerstecher
Hans Beerstecher (* 26. April 1938 in Bondorf) ist ein ehemaliger deutscher Politiker (SPD).
Beerstecher saß von 1972 bis 1992 im Baden-Württembergischen Landtag. Er gewann stets das Zweitmandat im Landtagswahlkreis Ludwigsburg. Ferner war er von 1971 bis 1989 Mitglied im Ludwigsburger Kreistag und insgesamt 15 Jahre lang Mitglied der Gemeinderäte in Kornwestheim und Ludwigsburg. Von 1992 bis 2002 war er Mitglied des Vorstands der L-Bank, der Staatsbank für Baden-Württemberg. Zuletzt hatte er die Position des stellvertretenden Vorsitzenden des Vorstands inne.
Aktuell ist Beerstecher stellvertretender Vorsitzender der Landesanstalt für Kommunikation Baden-Württemberg, Hochschulrat der PH Ludwigsburg, Vorstandsmitglied der Donauschwäbischen Kulturstiftung des Landes Baden-Württemberg und Ehrensenator der Babeș-Bolyai-Universität in Klausenburg. Er wohnt im Ludwigsburger Stadtteil Hoheneck.